# لاکها رود
لاکها رود (به انگلیسی: Lakha Road) یک شهر در پاکستان است که در ایالت سند واقع شده‌است.